# 維多利亞 (卡爾達斯省)
維多利亞是哥倫比亞的城鎮，位於該國中部，由卡爾達斯省負責管轄，距離首府馬尼薩萊斯165公里，始建於1879年，面積507平方公里，海拔高度603米，2005年人口8,756。
5°25′N 74°50′W / 5.417°N 74.833°W